# Claudio Damiani
Claudio Damiani (San Giovanni Rotondo, 1957) è un poeta italiano.

## Biografia
Padre toscano dell'Isola d'Elba e madre romana, ha vissuto i primi cinque anni della sua vita nel villaggio minerario della miniera di bauxite di San Giovanni Rotondo in Puglia, poi sempre a Roma e, dal 2006, a Rignano Flaminio in provincia di Roma, nei pressi dell'amato monte Soratte. Si è laureato in Lettere all'Università La Sapienza di Roma con una tesi sull'opera di Lorenzo Calogero. Nel 1978 pubblica le sue prime poesie su Nuovi Argomenti, per intercessione di Attilio Bertolucci. Con altri scrittori (Beppe Salvia, Arnaldo Colasanti e altri) ha fondato nel 1980 la rivista letteraria Braci.
A partire dal 1987 ha pubblicato diverse raccolte di versi, con le quali ha conseguito numerosi riconoscimenti, tra cui il Premio Viareggio, Il Premio Eugenio Montale e il Premio internazionale Mario Luzi. Suoi testi sono stati tradotti in diverse lingue (tra cui principalmente inglese, spagnolo, tedesco, serbo, sloveno, rumeno) e compaiono in molte antologie italiane (anche scolastiche
) e straniere. Ha curato i volumi: Almanacco di Primavera. Arte e poesia (L'Attico Editore, 1992); Orazio, Arte poetica, con interventi di autori contemporanei (Fazi, 1995); Le più belle poesie di Trilussa (Arnoldo Mondadori Editore, 2000). Suoi testi sono stati letti da Nanni Moretti, Piera Degli Esposti, Roberto Herlitzka e altri.

## Opere

### Poesia
- Fraturno (Abete, 1987)
- La mia casa (Pegaso, 1994)
- La miniera (Fazi, 1997)
- Eroi (Fazi, 2000)
- Attorno al fuoco (Avagliano, 2006)
- Sognando Li Po (Marietti, 2008)
- Poesie (a cura di Marco Lodoli, Fazi, 2010)
- Il fico sulla fortezza (Fazi, 2012)
- Ode al monte Soratte (Fuorilinea, 2015; 2024)
- Cieli celesti (Fazi, 2016)
- La vita comune. Poesie e commenti (con Arnaldo Colasanti) (Melville, 2018)
- Endimione (Interno Poesia, 2019)
- Prima di nascere (Fazi, 2022)
- Postomeriche, con disegni di Giuseppe Salvatori (Amos Edizioni, 2024)
- Rinascita (Fazi 2025)

### Teatro
- Il Rapimento di Proserpina, in Prato Pagano, nn. 4-5, 1987, Il Melograno
- Ninfale, Lepisma, 2013

### Saggistica
- La difficile facilità. Appunti per un laboratorio di poesia (Lantana Editore, 2016)

## Riconoscimenti
- 1995, Premio Dario Bellezza, per "La mia casa"
- 1997, Finalista Premio Metauro, per "La miniera"
- 2001, Finalista Premio Montale, Premio Sibilla Aleramo, Premio Frascati, per "Eroi"
- 2006, Finalista Premio Viareggio [3], per "Attorno al fuoco"
- 2007, Premio Mario Luzi, Premio Unione Lettori Italiani, Premio Violani Landi, per "Attorno al fuoco"
- 2009, Premio Lerici Pea [4], per "Sognando Li Po"
- 2010, Premio Volterra Ultima Frontiera, per "Sognando Li Po"
- 2011, Premio Laurentum, Premio Prata - La Poesia in Italia, per "Poesie", Premio Alberona, per "Sognando Li Po"
- 2012, Premio Alpi Apuane, per "Sognando Li Po"
- 2013, Premio Arenzano [5], Premio Letterario Camaiore [6], Premio Brancati [7], finalista Premio Dessì [8], per "Il fico sulla fortezza"
- 2017, Premio Tirinnanzi per "Cieli celesti"
- 2020, Premio Carducci per "Endimione"
- 2022, Premio Viareggio per "Prima di nascere"
- 2025, Premio Internazionale di Poesia e Narrativa Europa in Versi e in Prosa per "Rinascita" [9]